# Cedral, Maranhão
Cedral este un oraș în Maranhão (MA), Brazilia.